# 国際意識科学会
国際意識科学会（こくさいいしきかがくかい、Association for the Scientific Study of Consciousness、略称：ASSC）は意識研究に関する国際的な学会。アリゾナ大学意識研究センターの主催するツーソン会議と並ぶ、現代の意識研究分野における中心的な集まりのひとつ。略して一般にASSCと呼ばれている。意識について、その性質、機能、そしてその基盤となるメカニズムへの理解を深めるため、認知科学、神経科学、哲学、その他関連する様々な分野で行われている研究をサポートすることを目的とする。
学会は1994年、アメリカのカリフォルニア州バークレーで設立された。設立が行われたのは意識に関する国際会議、第一回ツーソン会議の終了したすぐあと。立ち上げをおこなったのは学術雑誌Cellの編集者である Patrick Wilken である。設立当初のメンバーには次のような人物がいた。バーナード・バース、William Banks, デイヴィッド・チャーマーズ、Stanley Klein、 George Buckner、David Rosenthal、 Thomas Metzinger、 Patrick Wilken。

## 活動

### カンファレンス
1997年から年一回、研究者の情報交流のためのカンファレンスを開催している。各カンファレンスの名前は、学会の略称である ASSC のあとに開催次をつけたものとなっている。
| タイトル | 開催年と開催時期      | 開催された国   | 開催地                  | 会場                                                  | 副題                                            | リンク |
| -------- | --------------------- | -------------- | ----------------------- | ----------------------------------------------------- | ----------------------------------------------- | ------ |
| ASSC 1   | 1997年 7月13日-16日   | アメリカ合衆国 | クレアモント            | クレアモント・カレッジズ                              | 潜在的認知は意識について何を語るのか？          |        |
| ASSC 2   | 1998年 7月19日-22日   | ドイツ         | ブレーメン              | Hanse Institute for Advanced Study                    | 意識の神経相関 - 実証的および概念的な問題       |        |
| ASSC 3   | 1999年 7月4日-7日     | カナダ         | ロンドン (オンタリオ州) | ウェスタンオンタリオ大学                              | 意識と自己-神経的、認知的、哲学的問題           |        |
| ASSC 4   | 2000年 6月29日-7月2日 | ベルギー       | ブリュッセル            | ベルギー自由大学                                      | 意識の統一性-結びつけ、統合、分離               |        |
| ASSC 5   | 2001年 5月27日-30日   | アメリカ合衆国 | ダーラム                | デューク大学                                          | 意識の内容-知覚、注意、現象学                   |        |
| ASSC 6   | 2002年 5月31日-6月3日 | スペイン       | バルセロナ              | バルセロナ大学                                        | 意識と言語-報告可能性と表象、人間と動物について |        |
| ASSC 7   | 2003年 5月31日-6月2日 | アメリカ合衆国 | メンフィス (テネシー州) | メンフィス大学                                        | 意識のモデルとメカニズム                        |        |
| ASSC 8   | 2004年 6月26日-28日   | ベルギー       | アントワープ            | アントワープ大学                                      | -                                               |        |
| ASSC 9   | 2005年 6月24日-27日   | アメリカ合衆国 | パサデナ                | カリフォルニア工科大学                                | -                                               |        |
| ASSC 10  | 2006年 6月23日-26日   | イギリス       | オックスフォード        | オックスフォード大学 セント・アンズ・カレッジ         | -                                               |        |
| ASSC 11  | 2007年 6月22日-25日   | アメリカ合衆国 | ラスベガス              | インペリアル・パレス・ホテル                          | -                                               |        |
| ASSC 12  | 2008年 6月19日-22日   | 台湾           | 台北                    | 国立台湾大学                                          | -                                               |        |
| ASSC 13  | 2009年 6月5日-8日     | ドイツ         | ベルリン                | ベルリン・ブランデンブルク学術アカデミー              | -                                               |        |
| ASSC 14  | 2010年 6月24日-27日   | カナダ         | トロント                | 89 チェスナット・レジデンス （トロント大学寄宿舎）    | -                                               |        |
| ASSC 15  | 2011年 6月9日-12日    | 日本           | 京都                    | 京都大学 吉田キャンパス 時計台記念館                  | -                                               |        |
| ASSC 16  | 2012年 7月3日-6日     | イギリス       | ブライトン              | サセックス大学 サックラー意識科学センター             | -                                               |        |
| ASSC 17  | 2013年 7月12日-15日   | アメリカ合衆国 | サンディエゴ            | 神経科学研究所                                        | -                                               |        |
| ASSC 18  | 2014年 7月16日-19日   | オーストラリア | ブリズベン              | クイーンズランド大学 Queensland Brain Institute       | -                                               |        |
| ASSC 19  | 2015年 7月7日-10日    | フランス       | パリ                    | 高等師範学校 (フランス)Institute of Cognitive Studies | -                                               |        |
| ASSC 20  | 2016年 6月14日-18日   | アルゼンチン   | ブエノス・アイレス      | Centro Cultural de la Ciencia                         | -                                               |        |
| ASSC 21  | 2017年 6月13日-16日   | 中国           | 北京                    | Beijing International Conference Centre               | -                                               |        |
| ASSC 22  | 2018年 6月26日-29日   | ポーランド     | クラクフ                | ヤギェウォ大学                                        | -                                               |        |
| ASSC 23  | 2019年 6月25日-28日   | カナダ         | ロンドン (オンタリオ州) | ウェスタンオンタリオ大学                              | -                                               |        |

### 出版
学会誌としてPsycheという名前の雑誌を発行している。 雑誌は無料で読めるオープンアクセスの形態で発行されている。
また色々なテーマの本を、不定期に出版している。
- Metzinger, T., ed., (2000). Neural Correlates of Consciousness - Empirical and Conceptual Questions. Cambridge, MA: MIT Press ISBN 0-262-13370-9
- Axel Cleeremans (Ed.), ed (2003). The Unity of Consciousness: Binding, Integration, and Dissociation. Oxford University Press. ISBN 0-19-850857-3
- Steven Laureys, ed (2005). Progress in Brain Research, The boundaries of consciousness: neurobiology and neuropathology. Elsevier. ISBN 0-444-51851-7

### ウィリアム・ジェイムズ賞
2004年からウィリアム・ジェイムズの名をとった賞 William James Prize が毎年一人（一グループ）の研究者に贈られている。受賞の対象となるのは若い研究者（大学院生または博士号を受けてから5年以内のポスドク）が行った研究で、ノミネートされた研究の中からひとつの研究に対して賞が贈られる。受賞者には賞金1000米ドルが贈られる。2010年度の審査委員はダニエル・デネット、Chris Frith、 Axel Cleeremans、ジュリオ・トノーニの四人。
| 年度   | 受賞者            | 研究の内容                                                           | リンク  |
| ------ | ----------------- | -------------------------------------------------------------------- | ------- |
| 2004年 | Steven Laureys ら | 植物状態における脳の機能                                             | 論文PDF |
| 2005年 | Hakwan Lau ら     | 注意と意図                                                           | 論文PDF |
| 2006年 | Sang-Hun Lee ら   | 両眼視野闘争時に観測される一次視覚野での進行波                       | 論文PDF |
| 2007年 | Sid Kouider       | Cerebral bases of subliminal and supraliminal priming during reading | 論文PDF |
| 2008年 | Naotsugu Tsuchiya | Continuous flash suppression reduces negative afterimages            | 論文PDF |
| 2009年 | Joel Pearson      | The functional impact of mental imagery on conscious perception      | 論文PDF |